# Персонажи Мифов Ктулху
Список литературных персонажей, встречающихся в межавторском цикле «Мифы Ктулху».
| Содержание:                                                   |                     |
| А Б В Г Д Е Ё Ж З И Й К Л М Н О П Р С Т У Ф Х Ц Ч Ш Щ Ы Э Ю Я |                     |
|                                                               | Ссылки — Примечания |

## А

### Аллен, Зедок
- Зедок Аллен (англ. Zadok Allen) — (1831—1926), отставной моряк, житель Иннсмута из повести Говарда Лавкрафта «Тень над Иннсмутом» (1931). Страдает алкоголизмом, вследствие чего не подпал под всеобщее влияние иннсмутского «Тайного ордена Дагона».

### Альхазред, Абдул
Основная статья: Абдул Альхазред
- Абдул Альхазред (англ. Abdul Alhazred) — важнейший персонаж Лавкрафта. Жил в 8 веке (655?-738), полусумасшедший араб, которому приписывается авторство демонологической книги «Некрономикон».

### Андерклифф, Эррол
- Эррол Андерклифф (англ. Errol Undercliffe) — (1937—1967), персонаж из рассказа Рэмси Кэмпбелла «Чулок»[1] (англ. The Stocking, 1968). Английский писатель-новеллист, житель Брайчестера. Таинственным образом пропал без вести в ходе расследования обстоятельств гибели Роланда Франклина.

### Аптон, Дэниэл
- Дэниэл Аптон (англ. Daniel Upton) — заглавный персонаж рассказа Говарда Лавкрафта «Тварь на пороге» (1933), от имени которого ведётся повествование. Друг и адресат Эдварда Пикмана Дерби. Также фигурирует в рассказе Фрица Лейбера «To Arkham and the Stars» (1966) и повести Питера Кэннона «The Revenge of Azathoth» (1995).

### Арт, Кормак мак
Основная статья: Кормак мак Арт (Говард)
- Кормак мак Арт (англ. Cormac Mac Art, ирл. Cormac mac Airt) — легендарный верховный король Ирландии III века[2]. Сын Арта Одинокого. Выступает в качестве главного и второстепенного персонажа в рассказах Роберта Говарда[3] «Ночь волка», «Тигры морей», «Мерзкое святилище», «Мечи Северного моря» и «Короли Ночи» где он плечом к плечу с королём Валузии Куллом и королём пиктов Браном Мак Морном защищает Британию от римлян.

### Арьяра
- Арьяра (англ. Aryara) — древнекельтский воин из племени Народ Мечей. Воплощение современного американца Джона О’Доннела в древней Британии. Упоминается в рассказе Роберта Говарда «Дети ночи» (1931).

### Атал
- Атал (англ. Atal) — жрец из Страны снов, города Ултар, совершивший в юности, вместе с Барзаи Мудрым, восхождение на гору Хатег-Кла, из рассказа Лавкрафта «Иные боги» и повести «Сомнамбулический поиск неведомого Кадата». Имя персонажа похоже на Аттала.

## Б

### Багадур, Селим
- Селим Багадур (англ. Selim Bahadur) — турецкий военачальник и летописец. Убит войсками графа Бориса Владинова в 1526 году, во время осады замка Шомвааль. Упоминается в рассказе Роберта Говарда «Чёрный камень» (1931).

### Барзай Мудрый
- Барзай Мудрый (англ. Barzai the Wise) — мудрец, первосвященник Богов Земли и Великих Древних Богов в Ултаре, учитель Атала. Изучал «Пнакотические рукописи» и «Книги Земли» (также известных как «Семь загадочных книг Хсана»). Отец Барзая владел старинным замком, а потому он скептически относился к суевериям простых людей. Именно он посоветовал жителям Ултара принять закон, запрещающий убийство кошек. Барзаи знал о богах так много, что его самого стали считать полубогом. Стал вторым человеком в истории, после Сансу, встретившим богов.

### Бейтс, Стивен
- Стивен Бейтс (англ. Stephen Bates) — персонаж из романа Августа Дерлета «Затаившийся у порога» (1945). Двоюродный брат Амброза Деворта, поддерживавший Амброза, когда того одолевали страхи, вызванные пребыванием в имении.

### Биллингтон, Лебен
- Лебен Биллингтон (англ. Laban Billington) — персонаж из романа Августа Дерлета «Затаившийся у порога» (1945). Сын Элайджи, дед Амброза Деворта. Лебен жил в имении до 11-летнего возраста и вёл свой дневник.

### Биллингтон, Ричард
- Ричард Биллингтон (англ. Richard Billington) — персонаж из романа Августа Дерлета «Затаившийся у порога» (1945). Предок Амброза Деворта, живший за два века до появления Амброза в имении. Занимался вызовом демонов.

### Биллингтон, Элайджа
- Элайджа Биллингтон (англ. Alijah Billington) — персонаж из романа Августа Дерлета «Затаившийся у порога» (1945). Прадедушка Амброза Деворта, живший за век до появления Амброза в имении. Как и его предок Ричард, Элайджа занимался магией.

### Бишоп, Джонатан
- Джонатан Бишоп (англ. Jonathan Bishop) — персонаж из романа Августа Дерлета «Затаившийся у порога» (1945). Друг Элайджи Биллингтона, также занимавшийся колдовством и советовавшийся с Биллингтоном. Как и Дравен, исчез при загадочных обстоятельствах и вскоре был найден мёртвым.

### Блейк, Роберт Харрисон
Основная статья: Роберт Харрисон Блейк
- Роберт Харрисон Блейк (англ. Robert Harrison Blake) —  вымышленный писатель ужасов, который впервые появляется  без имени в рассказе Роберта Блоха 1935 года «Бродяга со звезд». Лавкрафт использовал имя как альтер-эго самого Роберта Блоха и наделил им главного героя рассказа «Скиталец тьмы». Он в первую очередь основан на Роберте Блохе, но также включает в себя элементы личности и истории самого Лавкрафта, а также автора Кларка Эштона Смита. Это альтер-эго было дружеской пародией на Роберта Блоха в ходе их переписки с Лавкрафтом. В своих письмах к тогда еще молодому писателю Роберту Блоху, Лавкрафт писал, что персонаж Блейка преднамеренно сочетал в себе тонко завуалированные черты, жесты и мимику знакомого ему корреспондента, который был убит. В 1936 году Блох опубликовал рассказ, продолжавший профессиональную литературную игру, в которой Блейк на самом деле не умер, а стал одержим Ньярлатхотепом; а также убил персонажа, основанного на образе Лавкрафта. В рассказе Лавкрафта «Скиталец тьмы» названы пять рассказов, написанных Робертом Блейком: «Пещерный житель», «Ступени склепа», «Шаггай» (планета), «В долине Пнат» и «Звездный сибарит» — все они, как указал Роберт Прайс, являются дружескими пародиями на истории Роберта Блоха.

### Блэйн, Хорват
- Хо́рват Блэйн (англ. Horvath Blayne) — (1925—1948)

### Боуэн, Энох
- Энох Боуэн (англ. Enoch Bowen) —

### Брайдуолл
- Брайдуолл (англ. Bridewall) — вымышленный лондонский книгоиздатель. Выпустил первое английское издание «Unaussprechlichen Kulten» в 1845 году. Упоминается в ряде рассказов из межавторского цикла «Мифы Ктулху». Присутствует в рассказах Роберта Говарда: «Дети ночи» (1931), «Чёрный камень» (1931), «Тварь на крыше» (1932).

### Браун, Уолтер
Основная статья: Шепчущий во тьме
- Уолтер Браун (англ. Walter Brown) — персонаж из повести Лавкрафта «Шепчущий во тьме» (1930). Фермер, живший в одиночестве у подножия холма, вблизи от леса. По мнению Экли — агент Ми-го. Экли писал, что видел на дороге следы Брауна вместе со следами чудовищ после ночных перестрелок у своего дома. Также он говорит, что видел следы Брауна у себя на заднем дворе вместе с другими следами ещё двоих человек. Вероятно, был убит или ранен Экли во время одной из ночных перестрелок и впоследствии ликвидирован Нойесом или самими Ми-го.

### Брулер, Хендрик
- Хендрик Брулер (англ. Hendryk Brooler) — американский профессор антропологии. Второстепенный персонаж, упоминаемый в рассказах Роберта Говарда, относящихся к «Мифам Ктулху»: «Дети ночи» (1931) и «Ночной похититель» (1932).

## В

### Валакеа
- Валакеа (англ. Walakea) — туземец с острова Канаки, персонаж повести  Г.Ф. Лавкрафта «Тень над Иннсмутом», один из немногих жителей острова, не состоявших в родстве с Глубоководными, при этом научил капитана Абеда Марша, как вызывать их.

### Вард, Чарльз Декстер
Основная статья: Чарльз Декстер Вард
- Чарльз Декстер Вард (англ. Charles Dexter Ward) — (1902—1928?)

### Вард, Теодор Хоуленд
- Теодор Хоуленд Вард (англ. Theodore Howland Ward)

### Васкес, Диего
- Диего Васкес (англ. Diego Vazquez) — вымышленный художник-иллюстратор, автор иллюстраций для издания «Unaussprechlichen Kulten» 1909 года нью-йоркского издательства Golden Goblin Press. Упоминается в рассказе Роберта Говарда «Тварь на крыше» (1932).

### Венди-Смит, Эймери
- Эймери Венди-Смит (англ. Wendy-Smith, Sir Amery) —

### Виден, Эзра
- Эзра Виден (англ. Ezra Weeden) —

### Виллетт, Маринус Бикнелл
Основная статья: Маринус Бикнелл Виллетт
- Маринус Бикнелл Виллетт (англ. Marinus Bicknell Willett) — персонаж из романа Лавкрафта «Случай Чарльза Декстера Варда». Лечащий врач семьи Вардов. Допускал возможность существования сверхъестественных сил.

### Владинов, Борис
- Борис Владинов (англ. Boris Vladinoff) — вымышленный польско-венгерский рыцарь, граф. Погиб в 1526 году, во время турецкой осады замка Шомвааль. Упоминается в рассказе Роберта Говарда «Чёрный камень» (1931).

### Вормиус, Олаус
- Олаус Вормиус (англ. Olaus Wormius) — католический монах, учёный 11 века. Осуществил латинский перевод с греческого книги «Некрономикон».

## Г

### Гастау, Тэлред
- Тэлред Гастау (англ. Thelred Gustau) —

### Джилмен, Уолтер
Основная статья: Уолтер Джилмен
- Уолтер Джилмен (англ. Walter Gilman) — (1905—1928) главное действующее лицо в рассказе Лавкрафта «Грёзы в ведьмовском доме» (1932). Студент-математик Мискатоникского университета. Подпал под наваждение ведьмы Кезии Мэйсон. Убит Бурым Дженкинсом — сверхъестественным существом из ведьмовских снов.

### Гримлен, Джон
- Джон Гримлен (англ. John Grimlan) — (1630—1930) персонаж рассказа Роберта Говарда «Не рой мне могилу» (1932), заключил контракт с Маликом Тоусом, благодаря чему смог продлить свою жизнь до 300 лет. По истечении срока контракта, Малик Тоус явился в дом Джона Гримлена и забрал его с собой в зловещий город Котх.

### Гонзалес, Хуан
- Хуан Гонзалес (англ. Juan Gonzalez) — вымышленный испанский путешественник XVIII века, исследователь Нового Света. Оставил путевые записки, в которых приводятся его географические и этнографические наблюдения различных центральноамериканских племён. Упоминается в рассказе Роберта Говарда «Тварь на крыше» (1932).

### Гордон, Эдгар Хенгайст
- Эдгар Хенгайст Гордон (англ. Edgar HengistGordon) —

## Д

### Дайер, Уильям
Основная статья: Уильям Дайер
- Уильям Дайер (англ. William Dyer) — главное действующее лицо романа «Хребты безумия» (от его лица ведется повествование). Также появляется в повести «За гранью времен». Геолог, руководитель Антарктической экспедиции, принимал участие в экспедиции в Большую песчаную пустыню. Одним из первых обнаружил Город старцев, и попытался держать это в тайне от всего мира.

### Деворт, Амброз
- Амброз Деворт (англ. Ambrose Dewart) — персонаж из романа Августа Дерлета «Затаившийся у порога» (1945). Мужчина средних лет, получивший в наследство имение, с которым были связаны загадочные события. Имел приятный характер.

### Декстер, Амброз
- Амброз Декстер (англ. Ambrose Dexter) —

### Дерби, Эдвард Пикман
- Эдвард Пикман Дерби (англ. Edward Pickman Derby) — (1890—1933)

### Джеффри, Джастин
Основная статья: Джастин Джеффри
- Джастин Джеффри (англ. Justin Geoffrey) — вымышленный американский поэт (1898—1926), автор поэм «Люди монолита» и «Из древней страны». Умер в сумасшедшем доме. Упоминается в рассказах Роберта Говарда, относящихся к «Мифам Ктулху»: «Чёрный камень» (1931), «Тварь на крыше» (1932).

### Джессел, Эйс
Основная статья: Эйс Джессел
- Эйс Джессел (англ. Ace Jessel) —

### Дорнли
- Дорнли (англ. Dornly) — вымышленный этнограф, автор книги «Мадьярский фольклор». Упоминается в рассказе Роберта Говарда «Чёрный камень» (1931).

### Достман, Отто
- Отто Достман (англ. Otto Dostmann) — вымышленный немецкий историк-археолог, автор книги «Следы исчезнувших империй» (1809 год, Берлин). Упоминается в рассказе Роберта Говарда «Чёрный камень» (1931).

### Дравен, Джон
- Джон Дравен (англ. John Draven) — персонаж из романа Августа Дерлета «Затаившийся у порога» (1945). Газетный обозреватель из Аркхема, поддерживавший Уорда Филлипса, вместе с которым они пришли в имение Элайджи Биллингтона с целью изобличить его магические деяния. Дравен загадочно исчез после визита к Элайдже, а спустя полгода был найден мёртвым.

### Дэвенпорт, Илай
- Илай Дэвенпорт (англ. Eli Davenport) —

### Дэвис, Чандлер
- Чандлер Дэвис (англ. Chandler Davies) —

### Дэнфорт
- Дэнфорт (англ. Danforth) — герой романа Лавкрафта «Хребты безумия». Студент Мискатоникского университета, участник антарктической экспедиции. Любитель эзотерической литературы, он один из немногих дочитал до конца «Некрономикон», хранящийся в библиотеке университета. Он сопровождал Дайера в его путешествии по древнему городу Старцев и перенёс тяжёлый нервный срыв, увидев что-то, о чём отказался рассказывать.

### Д’Эрлет, Франсуа-Оноре Бальфур
- Франсуа-Оноре Бальфур граф д’Эрлет (англ. d’Erlette, фр. François-Honoré Balfour, Comte d'Erlette) — вымышленный французский граф, автор оккульной книги фр. «Cultes des Goules» (рус. Культы упырей). Упоминается в ряде произведений Лавкрафта — «За гранью времен» (1935) и «Обитающий во Тьме» (1935), Блоха — «The Suicide in the Study», 1935), Дерлета — «The Adventure of the Six Silver Spiders» (1950) и «The Black Island» (1952). Персонаж д’Эрлет и его вымышленная книга «Cultes des Goules» были придуманы Робертом Блохом[4], в качестве аллюзии на писателя Августа Дерлета, друга и последователя Говарда Лавкрафта.

## З

### Зантсу
- Зантсу (англ. Zanthu) —

### Зарнак, Антон
- Антон Зарнак (англ. Anton Zarnak) —

## И

### Илвуд, Фрэнк
- Фрэнк Илвуд (англ. Frank Elwood) — персонаж из рассказа Лавкрафта «Грёзы в ведьмовском доме» (1932). Студент Мискатоникского университета, друг Уолтера Гилмена. Безуспешно пытался помочь Гилмену избавиться от дурных сновидений, наведённых ведьмой. Также Фрэнк Илвуд является главным персонажем в рассказе Пита Ролика «The Statement of Frank Elwood» (2012)[5].

### Интерн
- Интерн (англ. Interne) — молодой сотрудник психиатрической больницы в Олбани. Верил, что в мире снов материя не стабильна и что время, и пространство там существуют в ином виде. Появляется в рассказе «За стеной».

## Й

### Йохансен, Густав
- Густав Йохансен (англ. Gustaf Johansen) — моряк из Норвегии, второй помощник капитана с корабля «Эмма», единственный оставшийся в живых после встречи с «мёртвым, но спящим» Ктулху в южной части Тихого океана на острове-городе Р’льех в марте 1925 года. Вернувшись в Норвегию, описал всё увиденное им в ту страшную ночь под южными звёздами, оставив рукопись на английском языке, чтобы не пугать жену, и вскоре после этого умер таинственной смертью.

## К

### Карвен, Джозеф
Основная статья: Джозеф Карвен
- Джозеф Карвен (англ. Joseph Curwen) — персонаж из романа Лавкрафта «Случай Чарльза Декстера Варда». Колдун, бежавший из Салема в Провиденс в 1692 году во времена охоты на ведьм. Занимался воскрешением мёртвых, в том числе и великих мыслителей человечества, чтобы воспользоваться их знаниями. Свои химические и колдовские опыты проводил на ферме в Потаксете (поблизости от Провиденса), в секретных катакомбах. Оттуда часто слышали крики, стоны и разговоры на разные голоса. В обычной жизни был успешным торговцем и одним из главных экспортёров колонии. Не гнушался и контрабандой (впрочем, в те времена это не считалось зазорным) и работорговлей (использовал рабов как подопытный материал). Карвен обладал характерной особенностью — он не старел со временем и в 100 лет выглядел на 30-35. Это, а также характер его занятий внушали горожанам страх и ненависть. Карвен, однако, пытался завоевать положение в обществе, для чего жертвовал деньги на благотворительные цели и даже заключил выгодный брак с девушкой из благородной семьи, Элизой Тиллингаст. Позднее у них родилась дочь Анна. Этот брак, как выяснилось позже, имел неприятные для Карвена последствия. Отвергнутый жених Элизы, Эзра Уиден начал расследование деятельности оккультиста. В результате была проведена облава на ферму в Потаксете, а сам Джозеф Карвен — убит. После смерти Карвен сумел повлиять на Чарльза Варда и заставить воскресить себя. Некоторое время он жил с Вардом под видом коллеги, доктора Аллена. Позже, пользуясь необычным сходством с потомком, убил его и занял его место. Его тайна всё же была разгадана доктором Виллеттом, и Карвен окончил свои дни в частной больнице — на этот раз, окончательно.

### Картер, Рэндольф
Основная статья: Рэндольф Картер
- Рэндольф Картер (англ. Randolph Carter) — вымышленный Говардом Лавкрафтом персонаж мифов Ктулху и Цикла Снов. Согласно произведениям писателя, Картер был опытным сновидцем и свободно перемещался по Миру Снов, посетил Неведомый Кадат, а также был опытным оккультистом и писателем-фантастом. Является главным героем рассказов Лавкрафта "Серебряный ключ" и "Врата Серебряного ключа"" и повести "Сомнамбулический поиск неведомого Кадата".

### Кастэйн, Хилдред
- Хилдред Кастэйн (англ. Hildred Castaigne) — (1873—1928)

### Кастро
- Кастро (англ. Castro) — престарелый метис из культа Ктулху, единственный, кто хоть что-то рассказал Леграссу об этом культе. Его безумная история имеет сходство с рассказами теософов о священной Шамбале, над которыми скептический Лавкрафт таким образом насмехался.

### Катулос
Основная статья: Катулос
- Катулос (англ. Kathulos) — известный персонаж Роберта Говарда, присутствующий в романе «Хозяин судьбы» (1929) и рассказах «Голос тьмы»[6], «Не рой мне могилу» (1937). Катулос — бессмертный маг из Атлантиды. Через много тысяч лет после затопления Атлантиды, в конце 19 века саркофаг Катулоса всплыл на поверхность моря и маг пробудился. Основал тайное общество, влияющее на мировой порядок. Изначально создан вне Мифоса, позже Лавкрафт включил его в свой сеттинг, использовав в рассказе «Шепчущий во тьме»[7] (1930).

### Кент, Эрнст
- Эрнст Кент (англ. Ernst Kant) —

### Кетрик
Основная статья: Конрад и Кирован
- Кетрик (англ. Ketrick) — персонаж нескольких рассказов Роберта Говарда из цикла «Конрад и Кирован». Спутник Таверела, представитель рода Седриков Сассекских, потомок змеелюдей. Упоминается в рассказах: «Дети ночи» (1931), «Поместье Дагон».

### Кин, Эвел
- Эвел Кин (англ. Abel Keane) —

### Кирован, Джон
Основная статья: Конрад и Кирован
- Джон Кирован (англ. John Kirowan) — американский профессор, историк, антрополог, этнограф. Один из известных персонажей Роберта Говарда из цикла рассказов о Конраде и Кироване. Упоминается в рассказах: «Дети ночи» (1931), «Живущие под усыпальницами» (1931), «Повелитель кольца» (1934), «Не рой мне могилу», «Дом, окруженный дубами», «Поместье „Дагон“».

### Кларендон, Алфред
- Алфред Кларендон (англ. Alfred Clarendon) —

### Кларкаш-Тон
- Кларкаш-Тон(англ. Klarkash-Ton) — верховный жрец Атлантиды, сохранивший Коммориомский мифический цикл. Упоминается в рассказе "Шепчущий во тьме"  (1930).

### Клемент, Джеймс
- Джеймс Клемент (англ. James Clement) — вымышленный американский университетский профессор из Ричмонда. Упоминается в рассказе Роберта Говарда «Тварь на крыше (1932).

### Клементс
Основная статья: Конрад и Кирован
- Клементс (англ. Clements) — вымышленный американский писатель, редактор поэтического журнала «The Cloven Hoof». Упоминается в рассказах Роберта Говарда: «Дети ночи» (1931).

### Колум, Нэйленд
- Нэйленд Колум (англ. Nayland Colum) —

### Конрад, Джон
Основная статья: Конрад и Кирован
- Джон Конрад — американский оккультист, компаньон Кирована и О’Доннела. Один из известных персонажей Роберта Говарда из цикла рассказов о Конраде и Кироване. Упоминается в рассказах: «Дети ночи» (1931), «Живущие под усыпальницами» (1931), «Повелитель кольца» (1934), «Не рой мне могилу», «Дом, окруженный дубами», «Поместье „Дагон“».

### Копеланд, Харольд Хэдли
- Харольд Хэдли Копеланд (англ. Harold Hadley Copeland) — (1860—1926)

### Корси, Барталамью
- Барталамью Корси (англ. Bartolomeo Corsi) —

### Кром-Йа
- Кром-Йа (англ. Crom-Ya) —

### Кроу, Титус
- Титус Кроу (англ. Titus Crow) — (1916—1968?)

### Куранес
Основная статья: Куранес
- Куранес (англ. Kuranes) —  великий сновидец и путешественник по стране Снов, из рассказа Лавкрафта "Селефаис" и повести "Сомнамбулический поиск неведомого Кадата". Стал правителем города Селефаис в мире снов, в то время как его тело в мире яви умерло.

## Л

### Лавех-Керапх
- Лавех-Керапх (англ. Luveh-Keraphf) — персонаж Роберта Блоха, египетский жрец, автор эзотерической книги «Чёрные обряды». Имя персонаж получил в честь Лавкрафта.

### Ладо, Алекс
- Алекс Ладо (англ. Alexis Ladeau, также Алексис Ладю) — француз, друг и помощник фон Юнцта. Покончил жизнь самоубийством, после того, как уничтожил второй том книги «Сокровенные культы». Упоминается в рассказе Роберта Говарда «Чёрный камень» (1931).

### Ларсон
- Ларсон (англ. Larson) — вымышленный историк, автор труда «Турецкие войны». Упоминается в рассказе Роберта Говарда «Чёрный камень» (1931).

### Лафам, Сенека
- Сенека Лафам (англ. Seneca Lapham) — персонаж из романа Августа Дерлета «Затаившийся у порога» (1945). Доктор истории, работающий в Мискатоникском университете в Аркхеме.

### Леграсс, Джон Рэймонд
- Джон Рэймонд Леграсс (англ. John Raymond Legrasse) — полицейский инспектор из Нового Орлеана, который совместно с отрядом полиции участвовал в задержании сектантов, поклоняющихся Великому Ктулху, 1 ноября 1907 года.

### Лиллибридж, Эдвин М.
- Эдвин М. Лиллибридж (англ. Edwin M. Lillibridge) — персонаж из рассказа Лавкрафта  «Обитающий во Тьме». Будучи журналистом, в 1893 году проник в заброшенную церковь, с целью найти там материал для своей статьи и был по-видимому убит обитавшим там существом. Его останки обнаружил, лишь спустя сорок два года, Роберт Блейк.

### Ллэнфер, Сайрус
- Сайрус Ллэнфер (англ. Cyrus Llanfer) —

### Л’мур-Катулос
Основная статья: Шепчущий во тьме
См. также: Катулос
- Л’мур-Катулос (англ. L'mur-Kathulos) — персонаж из рассказа Лавкрафта «Шепчущий во тьме» (1930). Имя, состоящее из двух частей: Л’мур — возможная отсылка к Лемурии, вымышленному материку, легендарному затонувшему «сухопутному мосту» из Африки в Индию. Катулос — это волшебник из Атлантиды, являющийся главный героем рассказа Роберта Говарда «Хозяин судьбы».

## М

### Мазуревич, Джозеф
- Джозеф Мазуревич (англ. Joseph Mazurewicz) — второстепенный персонаж из рассказа Лавкрафта «Грёзы в ведьмовском доме» (1932). Религиозный фанатик польского происхождения.

### Малдер, Готфрид
- Готфрид Малдер (нем. Gottfried Mülder) —

### Маккензи, Роберт Б.Ф.
- Роберт Б.Ф. Маккензи (нем. ) — австралийский горный инженер из повести  Г.Ф. Лавкрафта «За гранью времён», обнаруживший в Большой Песчаной пустыне остатки города Великой Расы Йит.

### Мариньи, Этьен-Лоран де
- Этьен-Лоран де Мариньи (фр. Étienne-Laurent de Marigny) —  учёный-мистик, востоковед, креол, душеприказчик и издатель Картера. Изначально дом в Новом Орлеане принадлежал ему. Служил вместе с Картером во Французском Иностранном легионе. Показал Картеру секреты склепов в Байонне на юге Франции.

### Мариньи, Анри-Лоран де
- Анри-Лоран де Мариньи (фр. Henri-Laurent de Marigny) — сын Этьена.

### Марш, Абед
- Абед Марш (англ. Obed Marsh) —  морской капитан из города Иннсмут, персонаж повести  Г.Ф. Лавкрафта «Тень над Иннсмутом».

### Мезамалех, Зон
- Зон Мезамалех (англ. Zon Mezzamalech) —

### Милахрион Бессмертный
- Милахрион Бессмертный (англ. Mylakhrion) —

### Мисквамакус
- Мисквамакус (англ. Misquamacus) — персонаж из романа Августа Дерлета «Затаившийся у порога» (1945). Индейский колдун, обучавший Ричарда Биллингтона и помогавший ему в колдовских деяниях.

### Морган, Фрэнсис
- Фрэнсис Морган (англ. Francis Morgan) —

### Морн, Бран Мак
Основная статья: Бран Мак Морн
- Бран Мак Морн (англ. Bran Mak Morn) — легендарный король пиктов (?-210), основатель Тёмной Империи. Упоминается в рассказах Роберта Говарда входящих в «Пиктский цикл». Упоминается в рассказе «Черви земли» (1932).

### Мэйсон, Кеция
- Кеция Мэйсон (англ. Keziah Mason) — персонаж из рассказа Лавкрафта «Грёзы в ведьмовском доме» (1932). Аркхэмская ведьма, жившая в конце 17 века. Казнена по итогам Салемского процесса в 1692 году. После смерти воплотилась в сомнабулическую сущность, наводя смертельные кошмары на тех, кто спал в её доме.

## Н

### Нефрен-Ка
- Черный фараон Нефрен-Ка (англ. Nephren-Ka the Black Pharaoh) — безумный фараон, который обеспечил Сверкающий Трапецоэдр для Египта, но после того, как его убедил местный Обитающий во Тьме, он создал бессветный храм, чтобы удерживать камень и божество внутри. Этот храм стал центром ужасных событий, и проводимые там обряды были настолько чудовищными, что храм был разрушен, а имя фараона вычеркнуто из всех записей и памятников. Фараоном управлял жестокий бог Ньярлатотеп, аватаром которого, вероятно, был Обитающий во Тьме.

### Нойес
Основная статья: Шепчущий во тьме
Нойес (англ. Noyes) — персонаж из повести Лавкрафта «Шепчущий во тьме» (1930). Агент Ми-го и охранник их лагеря. Его голос, наряду с голосами Ми-го, звучал на восковой пластинке, записанной Экли и впоследствии отправленной Уилмарту. Довольно загадочная личность. По описанию Уилмарта это молодой «явно городской житель, модно одетый, с маленькими чёрными усиками», в его разговоре присутствовали «бостонские нотки». Встретил Уилмарта по прибытии в Брэттлборо и отвёз к дому Экли. Был приставлен следить за ним в доме Экли, но во время его побега спал. После описываемых событий исчез вместе с Экли и всеми уликами и в итоге так и не был найден.

### Норд, Гаспар дю
- Гаспар дю Норд (англ. Gespard Du Nord) —

## О

### О’Брайен, Турлоф Даб
Основная статья: Турлоф Дабх О'Брайен
- Турлоф Даб О’Брайен (англ. Turlogh Dubh O'Brien, ирл. Toirdelbach Dub Ua Briain) — кельтский воин 11 века. Персонаж серии рассказов Роберта Говарда, также называемый Чёрным Турлофом. Встречается в рассказах: «Боги Бал-Сагота» (1931), «Дети ночи» (1931).

### Орн, Илайза
- Илайза Орн (англ. Eliza Orne) — внучка капитана Абеда Марша и представительницы расы Глубоководных Пфтьялйи, из повести  Г.Ф. Лавкрафта «Тень над Иннсмутом».

### Орн, Саймон
- Саймон Орн (англ. Simon Orne) —

### О’Доннел, Джон
Основная статья: Конрад и Кирован
- Джон О’Доннел (англ. John O'Donnel) — американец ирландского происхождения, персонаж нескольких рассказов Роберта Говарда из цикла «Конрад и Кирован», третий компаньон Конрада и Кирована, участвующий в их мистических приключениях. Встречается в рассказах «Дети ночи» (1931), «Повелитель кольца» (1932), «Обитающие под гробницами» (1932).

## П

### Пизли, Натаниэль Уингейт
Основная статья: Натаниэль Уингейт Пизли
- Натаниэль Уингейт Пизли (англ. Nathaniel Wingate Peaslee) — профессор и преподаватель политической экономики в Мискатоникском университете, главный герой повести Лавкрафта «За гранью времён».

### Пизли, Уингейт
- Уингейт Пизли (англ. Wingate Peaslee) — средний сын Натаниэля Пизли из повести Лавкрафта «За гранью времён», Единственный из семьи не отвернувшийся от отца, после того как того поразила странная амнезия. Вместе с Натаниэлем участвовал в экспедиции в Австралию.

### Пикман, Ричард Аптон
Основная статья: Ричард Пикман
- Ричард Аптон Пикман (англ. Richard Upton Pickman) — художник-реалист из Бостона, впоследствии ставший упырём, живущим в пещерах страны снов, из рассказа Лавкрафта "Модель для Пикмана" и повести "Сомнамбулический поиск неведомого Кадата".

### Потт, Йоханнес Хенрикус
- Йоханнес Хенрикус Потт (англ. Johannes Henricus Pott) —

### Поэр, Томас де ла
- Томас де ла Поэр (англ. Thomas De la Poer) — (1855-?)

### Прин, Эбигэйл
- Эбигэйл Прин (англ. Abigail Prinn) — (?-14 декабря 1690 года)

### Прин, Людвиг
- Людвиг Прин (англ. Ludwig Prinn) — (?-1542) средневековый чернокнижник, автор демонологической книги «De Vermis Mysteriis».

### Пфтьялйи
- Пфтьялйи (англ. Pth'thya-l'yi) — представительницы расы Глубоководных и жена капитана Абеда Марша из повести  Г.Ф. Лавкрафта «Тень над Иннсмутом».

## Р

### Райс, Уорен
- Уорен Райс (англ. Warren Rice) — профессора в Мискатониксом университете, которые помогали Генри Армитеджу.

### Ромеро, Хуан
- Хуан Ромеро (англ. Juan Romero) — персонаж Лавкрафта «Перевоплощение Хуана Ромеро» (1919). Индеец, спасённый мексиканским фермером от голодной смерти (родители его умерли от чумы); имел благородный вид.

## С

### Самакона, Панфило
- Панфило де Самакона-и-Нуньес (англ. Pаnfilo de Zamacona Y Nuñez) —

### Серый Орёл
- Серый Орёл (англ. Grey Eagle) — вождь племени Вичита. Его возраст приближался к 150 годам. Бесстрашен, величественный, в свое время вел переговоры с беглыми преступниками и вел торговлю с конфедератами. Рассказывал легенды о Древнем народе из Подземного мира. Персонаж появляется в рассказе «Проклятие Йига», где он также упоминает Тираву.

### Силберхат, Хэнк
- Хэнк Силберхат (англ. Hank Silberhutte) —

### Синкл, Киприан
- Киприан Синкл (англ. Cyprian Sincaul) —

### Смит, Джэфет
- Джэфет Смит (англ. Japhet Smith) —

### Смит, Морган
- Морган Смит (англ. Morgan Smith) —

### Старк, Джон
- Джон Старк (англ. John Stark) — оккультный исследователь из США, главный герой рассказа Роберта Говарда «Ночной похититель» (1932). Погиб в результате нападения неизвестного существа, вызванного Старком из Пустоты, с помощью оккультных техник, описанных в соответствующей главе книги фон Юнцта «Unaussprechlichen Kulten».

### Стрэнг, Майкл
- Майкл Стрэнг (англ. Michael Strang) — молодой американец, главный герой рассказа Роберта Говарда «Ночной похититель» (1932).

### Сурама
- Сурама (англ. Surama) —

### Ибн Счакабай
- Ибн Счакабай (англ. Ibn Schacabao) —

## Т

### Таверел, Джон
Основная статья: Конрад и Кирован
- Таверел (англ. Taverel) — второстепенный персонаж нескольких рассказов из цикла «Конрад и Кирован». Упоминается в рассказах Роберта Говарда: «Дети ночи» (1931), «Поместье Дагон».

### Тайпер, Алонзо Хэсбрауч
- Алонзо Хэсбрауч Тайпер (англ. Alonzo Hasbrouch Typer) —

### Тассмэн
- Тассмэн (англ. Tassmen) — английский частный исследователь начала 20 века, коллекционер, кладоискатель. Главный персонаж рассказа Роберта Говарда «Тварь на крыше» (1932). Погиб в результате нападения древнего юкатанского божества.

### Таттл, Эймос
- Эймос Таттл (англ. Amos Tuttle) —

### Терстон, Фрэнсис Уэйленд
Основная статья: Фрэнсис Вейланд Тёрстон
- Фрэнсис Вейланд Тёрстон (англ. Francis Wayland Thurston) — вымышленный персонаж из рассказа «Зов Ктулху» (1926) Говарда Филлипса Лавкрафта. Одинокий ученый, антрополог, живущий в Бостоне, штат Массачусетс.

### Тиллингаст, Кроуфорд
Основная статья: Кроуфорд Тиллингаст
- Кроуфорд Тиллингаст (англ. Crawford Tillinghast) — учёный из Провиденс, штат Род-Айленд, который изобрел машину, способную впустить в наш мир существ из Иного измерения/

### Тиллингаст, Элиза
- Элиза Тиллингаст (англ. Eliza Tillinghast) —

### Т'ла-Йуб
- Т'ла-Йуб (англ. T’la-yub) — жительница подземного мира из повести «Курган», вступившая в связь с посетившим его испанским конкистадором Панфило Самакона-и-Нуьесом.

### Тоус, Малик
- Малик Тоус (англ. Malik Tous) — монгольский демон смерти. Джон Гримлен из рассказа Роберта Говарда «Не рой мне могилу» (1932) заключил контракт с Маликом Тоусом, благодаря чему смог продлить свою жизнь. По истечении срока контракта, Малик Тоус забрал Джона Гримлена в зловещий город Котх.

### Т'юог
- Т’юог (англ. T'yog) — еретик, Великий Жрец Шуб-Ниггурат и хранитель медного храма Козы с тысячью младых. Изучал богов и познал откровения о жизни континента и предшествующих миров. Уверовал в то, что боги, покровительствующие людям, могут быть собраны против богов враждебных, и убедил себя, что Шуб-Ниггурат, Наг и Йеб, Йиг готовы выступить за человека против тирании и высокомерия Гатаноа. Этот человек был тем, кто впервые осмелился бросить вызов Гатаноа в Год Красной Луны (173—148 гг. до Р. Х.).

## У

### Уилмарт, Алберт Н.
Основная статья: Алберт Н. Уилмарт
- Алберт Н. Уилмарт (англ. Albert N. Wilmarth) — фольклорист и преподаватель литературы Мискатоникского университета. От его лица происходит повествование в повести Лавкрафта «Шепчущий во тьме» (1930). В нём он расследует странные события, произошедшие после небывалого наводнения в штате Вермонт 3 ноября 1927 года. Также упоминается в произведении Лавкрафта «Хребты Безумия» (1931), является главным героем произведения Фрица Лейбера «В Аркхем и к звёздам». В романе Брайана Ламли «Те, кто роет недра» (англ. The Burrowers Beneath) фигурирует организация Wilmarth Foundation, располагающаяся в Аркхеме и ведущая борьбу с «Божественным циклом Ктулху», как называет его сам Ламли.

### Уолмсли, Гордон
- Гордон Уолмсли (англ. Gordon Walmsley) —

### Уоррен, Харли
Основная статья: Харли Уоррен
- Харли Уоррен (англ. Harley Warren) — изучал книги на древних языках. Его приятный, бархатный тенор был, несмотря на кошмарную обстановку, таким же спокойным, как всегда. Считал себя человеком с железными нервами. Харли Уоррен упоминается в «Серебряный ключ», «Врата серебряного ключа», а также в серии «Титус Кроу» Брайана Ламли.

### Уэбб, Уильям Ченнинг
- Уильям Ченнинг Уэбб (англ. William Channing Webb) — профессор антропологии Принстонского университета и «выдающийся исследователь». Единственный член Американского археологического общества, который столкнулся с Культом Ктулху на западном побережье Гренландии в 1860 году.

### Уэйт, Асенат
Основная статья: Асенат Уэйт
- Асенат Уэйт (англ. Asenath Waite) —  жена Эдварда, впоследствии вселившийся в её тело Эфраим Уэйт, отец Асенат. Менялась телами с мужем, так как ей был необходим мужской мозг для проведения ритуалов. Родом из Иннсмута и из древнего рода Уэйтов, вокруг которого ходило много разных легенд, похоже она была в родстве с Глубоководными, но сама к ним не относилась, судя по описанию Асенат и её отца. Не исключено «Асенат», на самом деле, может вообще не быть в этой истории, поскольку её телом всё время мог владеть её отец (или, возможно, Камог), который после попытался переселиться в тело Дерби. Эдвард называет Асенат «Дьяволица» (англ. She-devil).

### Уэйт, Эфраим
- Эфраим Уэйт (англ. Ephraim Waite) —

### Уэйтли, Лавиния
- Лавиния Уэйтли (англ. Lavinia Whateley) — дочь старого Уэйтли, внешне не привлекательная, уродливая альбиноска, 35 лет. После посещения ритуалов на холме, магическим образом родила сына, возможно, наделенного колдовской силой. Гордилась сыном, внешность которого ничем не напоминала её болезненное лицо альбиноски с красными глазами. Говорила странные пророчества про необыкновенные возможности сына. Никогда не ходила в школу и была одиноким созданием. Часто, во время грозы, она бродила по холмам и пыталась читать огромные тома книг, которые достались ей по наследству. Когда ей было 12 лет, её мать умерла таинственной смертью. Предавалась грёзам и необычным занятиям. Вероятно, её убил её же сын. Некоторые черты Лавинии похожи на персонажа Элен Воген из повести «Великий бог Пан» Артура Мэкена.

### Уэйтли, Ной
- Ной Уэйтли (англ. Noah Whateley) —

### Уэйтли, Уилбур
Основная статья: Уилбур Уэйтли
- Уилбур Уэйтли (англ. Wilbur Whateley) — гигантского роста данвиец с горилоподобной фигурой, которого местные называли его «Чёрным ублюдком Лавинии». Что-то козлиное или звериное было в его толстых губах, желтоватой пористой коже, грубых курчавых волосах и причудливо удлинённых ушах. В возрасте 10 лет он достиг вида зрелого мужчины. Однажды Уилбура видели на вершине холма, одетого в темные штанишки с бахромой — это черты фавна. Унаследовал от матери и деда отсутствие подбородка, а прямой нос, вкупе, с выражением больших, тёмных, латинского типа глаз придавал ему облик взрослого человека со сверхъестественным интеллектом. Использовал в речи идиомы и говорил с необычной интонацией, что было связано с теми внутренними органами, которые отвечали за формирование звуков в его противоестественном теле.

### Уэст, Герберт
Основная статья: Герберт Уэст
- Герберт Уэст (англ. Herbert West) — учёный, изобретатель специфического реагента, который при введении в мёртвый организм способен его оживить. В юности невысокий стройный, светловолосый юноша в очках с тонкими чертами лица, бледно-голубыми глазами и тихим голосом. Великолепный учёный, самовлюблённый, все время посвятивший своей работе. Уэст — холодная умная машина. У него отсутствуют понятия морали — эти черты прекрасно изображены в фильме 1985 года. Изучал оккультные книги и теорию воскрешения. Невозмутимо наслаждался зрелищем самых отвратительных чудовищ, ввергающих в ужас любого здорового человека. За бледным лицом интеллектуала скрывался утонченный Бодлер физического эксперимента, томный Элагабал могил. Страдал манией преследования.

## Ф

### Фелан, Эндрю
- Эндрю Фелан (англ. Andrew Phelan) — (1910—1938)

### Филетас, Теодорус
- Теодорус Филетас (англ. Theodorus Philetas) — (ок. 950 г.)

### Филлипс, Уинфилд
- Уинфилд Филлпис (англ. Winfield Phillips) — (1907—1937) персонаж из романа Августа Дерлета «Затаившийся у порога» (1945). Помощник Сенеки Лафама.

### Филлипс, Уорд (1)
- Уорд Филлипс (англ. Ward Phillips) —

### Филлипс, Уорд (2)
- Уорд Филлипс (англ. Ward Phillips) — персонаж из романа Августа Дерлета «Затаившийся у порога» (1945). Аркхемский священник, подозревавший Элайджу Биллингтона в нечистых деяниях. Предок Уинфилда Филлипса.

### Филлипс, Уорд (3)
- Уорд Филлипс (англ. Ward Phillips) —

### Фири, Йахим
- Йахим Фири (англ. Joachim Feery) —

### Франклин, Роланд
- Роланд Франклин (англ. Roland Franklyn) —

### Фриман, Дорис
- Дорис Фриман (англ. Doris Freeman) — персонаж Стивена Кинга из рассказа «Крауч-энд» (1980). Молодая американка конца 20 века, потерявшая мужа во время туристической поездки в Лондон. Её свидетельские показания, отмеченные в рапорте английской полиции, составили основу современной лондонской мифологемы Ктулху, как одной из городских легенд.

## Х

### Хаон-Дор
- Хаон-Дор (англ. Haon-Dor) — представитель расы людей-муравьёв, гиперборейский колдун, обитающий под горой Воормитхадрет. Упоминается в рассказе Кларка Эштона Смита «Семь испытаний» (англ. The Seven Geases, 1934).

### Хатчинсон, Эдвард
- Эдвард Хатчинсон (англ. Edward Hutchinson) —

### Хироу, Дэвид
- Дэвид Хироу (англ. David Hero) —

### Хог, Эбнер Эйзекая
- Капитан Эбнер Эйзекая Хог (англ. Abner Exekiel Hoag) —

## Ц

### Цанн, Эрих
- Эрих Цанн (англ. Erich Zann) — персонаж из рассказа Лавкрафта «Музыка Эриха Цанна» (англ. The Music of Erich Zann, 1921). Парижский немой музыкант-виолист, виртуозно исполнявший пьесы собственного сочинения, обладавшие сверхъестественным эффектом.

## Ч

### Чандрапутра, Свами Сананд
- Свами Сананд Чандрапутра (англ. Swami Sunand Chandraputra) — псевдоним Рэндольфа Картера. Чернобородый индус в тюрбане брамина высшей касты. Его неподвижное четко очерченное лицо и черные, как ночь, сверкающие глаза, производили странное впечатление. Он является посвященным в таинства мистиком из Бенареса. Он говорил, подчеркивая каждое слово, отчего его голос звучал как-то механически и в то же время глухо, контрастируя с богатством и правильностью интонаций, характерных для коренного англосакса, но вовсе не уроженца Индии. Одет как европеец, но широкий костюм сидел на нем нескладно, а густая борода, восточный тюрбан и длинные перчатки придавали его облику оттенок какой-то заморской эксцентричности.

### Чэлмерс, Хэлпин
- Хэлпин Чэлмерс (англ. Halpin Chalmers) — (1891—1928)

## Ш

### Шакабао, Ибн
- Ибн Шакабао (англ. Ibn Schacabac) — вымышленный персонаж в рассказе Лавкрафта «Праздник» и романе «Случай Чарльза Декстера Варда». На классическом арабском языке означает «Сын Шакабака». Шакабак — имя персонажа из «Арабских ночей» в издании Эндрю Лэнга, которого Лавкрафт знал и любил в детстве. Шакабак, также известный как Шестой брат цирюльника, — голодающий человек, который ценит воображаемую еду, предложенную ему богатым человеком,

### Шрек, Герхард
- Герхард Шрек (англ. Gerhard Schrach) — (1864—1938?)

### Шрусбери, Лабан
- Лабан Шрусбери (англ. Laban Shrewsbury) —

## Э

### Эйбон
- Эйбон (англ. Eibon) —

### Экли, Джордж Гудинаф
Основная статья: Шепчущий во тьме
- Джордж Гудинаф Экли (англ. George Goodenough Akeley) — персонаж из повести Лавкрафта «Шепчущий во тьме» (1930). Сын Генри Экли. Переехал в Сан-Диего после выхода отца на пенсию. В рассказе Фрица Лейбера «Террор из глубин» (англ. The Terror From the Depths) (1976), в 1937 году Экли консультировался в своём доме, в Сан-Диего, у профессора Алберта Уилмарта. В рассказе «Документы в саквояже Элизабет Экли» (англ. Documents in the Case of Elizabeth Akeley) (1982) Экли, вдохновленный проповедницей Эмми МакФерсон, основал секту под названием «Братство Духовного Света», где стал её духовным лидером. После его смерти духовным лидером секты стала его внучка Элизабет Экли.

### Экли, Генри Уэнтуорт
Основная статья: Шепчущий во тьме
- Генри Уэнтуорт Экли (англ. Henry Wentworth Akeley) — персонаж из повести Лавкрафта «Шепчущий во тьме» (1930). Фольклорист из Вермонта. Был известным академиком, возможно, в области изучения фольклора. В рассказе является главным партнёром по переписке Алберта Уилмарта. Его жена умерла в 1901 году, родив единственного наследника Джорджа Гудено Экли. В рассказе Ричарда А. Лупоффа «Документы в саквояже Элизабет Экли» (англ. Documents in the Case of Elizabeth Akeley) (1982) автор рассматривает версию, что Экли не пал жертвой Ми-го, как многие считают, а присоединился к ним добровольно. Лупофф также предполагает, что Экли был незаконнорождённым сыном главы вермонтской секты «Церковь Звёздной Мудрости» (англ. Starry Wisdom Church) Абеднего Экли (англ. Abednego Akeley) и его служанки Сары Филлипс (англ. Sarah Phillips)[8].

### Элдин
- Элдин (англ. Eldin) —

### Элтон, Бэзил
- Бэзил Элтон (англ. Basil Elton) —

### Энджелл, Джордж Гэммел
- Джордж Гэммел Энджелл (George Gammell Angell) — (1857—1926)

### Армитедж, Генри
Основная статья: Генри Армитедж
- Генри Армитедж (англ. Henry Armitage) (1855—1939) — мистик, магистр наук и главный библиотекарь Мискатоникского университета в Аркхеме.

## Ю

### Юнцт, Фридрих Вильгельм фон
Основная статья: Фридрих Вильгельм фон Юнтц
- Фридрих Вильгельм фон Юнтц (нем. Friedrich Wilhelm Von Junzt) — немецкий исследователь оккультизма (1795—1840), автор книги «Unaussprechlichen Kulten» (Сокровенные культы). Встречается в произведениях Роберта Говарда, входящих в межавторский цикл «Мифы Ктулху». Также упоминается в ряде рассказов Говарда Лавкрафта. Основные произведения: «Дети ночи» (1931), «Чёрный камень» (1931), «Тварь на крыше» (1932), «Эксперимент Джона Старка» (1932).

## Я

### Яктуб
- Яктуб (англ. Yakthoob) —